# Octombrie 2001
Acest articol este generat integral pe baza informațiilor din articolul 2001 și este actualizat periodic de un robot.
 Editările făcute în articol vor fi șterse la următoarea actualizare! Dacă doriți să faceți modificări, editați articolul-sursă.

ianuarie -
februarie -
martie -
aprilie -
mai -
iunie -
iulie -
august -
septembrie -
octombrie -
noiembrie -
decembrie
Octombrie 2001 a fost a zecea lună a anului și a început într-o zi de luni.

## Evenimente
- 1 octombrie: Militanții au atacat clădirea legislativului de stat din Srinagar, Kashmir, ucigând 38 de oameni.
- 2 octombrie: Swissair caută protecție împotriva falimentului și își menține toate avioanele la sol, având ca rezultat anularea a peste 230 de zboruri și blocarea a 18.000 de oameni din întreaga lume.
- 4 octombrie: Zborul 1812 al Siberia Airlines, se prăbușește peste Marea Neagră pe ruta Tel Aviv, Israel, către Novosibirsk, Rusia. Au decedat 78 de pasageri.
- 7 octombrie: Războiul din Afganistan: Ca răspuns la atacurile teroriste din 11 septembrie, Statele Unite invadează Afganistanul, cu participarea altor națiuni, începând astfel oficial Războiul împotriva terorii. În prima fază, bombardează bazele talibane și instalațiile militare al-Qaeda din Afghanistan cu rachete Tomahawk de pe crucișătorul USS Philippine Sea.
- 8 octombrie:
  - Un avion cu două motoare Cessna și Scandinavian Airlines se ciocnesc în ceață grea în timpul decolării din Milano, Italia, ucigând 118 persoane.
  - Președintele american, George W. Bush, anunță înființarea Oficiului pentru Securitate Internă.
- 9 octombrie: Al doilea atac cu scrisori infectate cu antrax are loc la Trenton, New Jersey.
- 15 octombrie: Sonda spațială Galileo a NASA, trece la mai puțin de 180 de kilometri de luna lui Jupiter, Io.
- 17 octombrie: Ministrul israelian al turismului, Rehavam Ze'evi, este asasinat într-un atac terorist.
- 19 octombrie: SIEV X se scufundă pe ruta către Insula Crăciunului, ucigând 353 de oameni.
- 22 octombrie: Rockstar lansează jocul de acțiune-aventură Grand Theft Auto III, jocul cu cele mai mari încasări ale anului 2001, cu povestea amplasată în ficționalul oraș Liberty City, inspirat după New York City. Jocul este controversat datorită gradului crescut de violență virtuală.
- 23 octombrie:
  - Armata republicană provizorie irlandeză, din Irlanda de Nord, începe dezarmarea după discuțiile de pace.
  - IPod-ul este lansat de Apple.
- 25 octombrie: Citând conotații cu genocidul ruandez, guvernul din Ruanda adoptă un nou steag național pentru țară.
- 26 octombrie: Președintele american, George W. Bush, semnează legea Patriot Act.
- 30 octombrie: România și SUA semnează Acordul privind statutul forțelor americane din România.

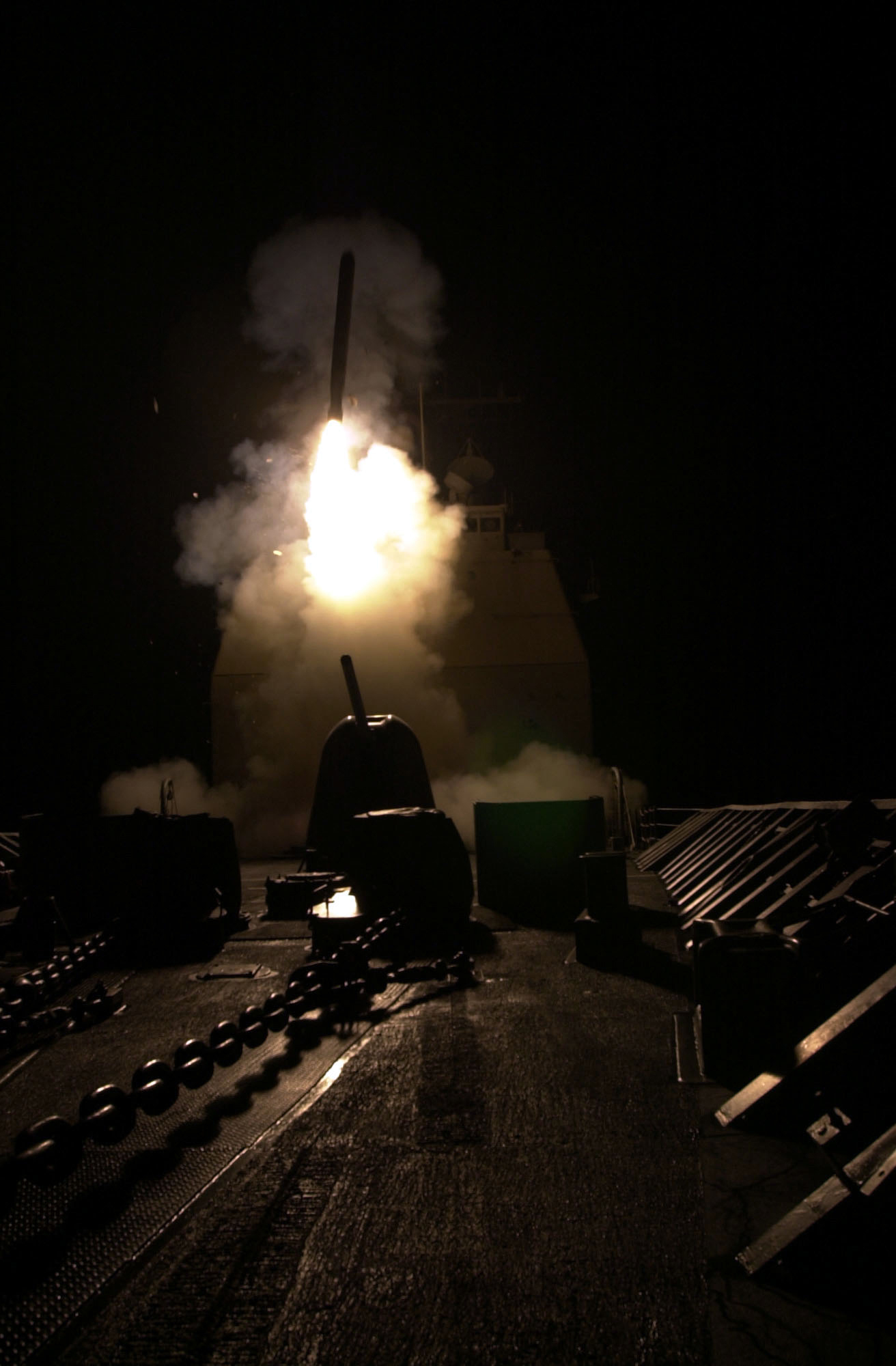
7 octombrie: SUA bombardează Afghanistan
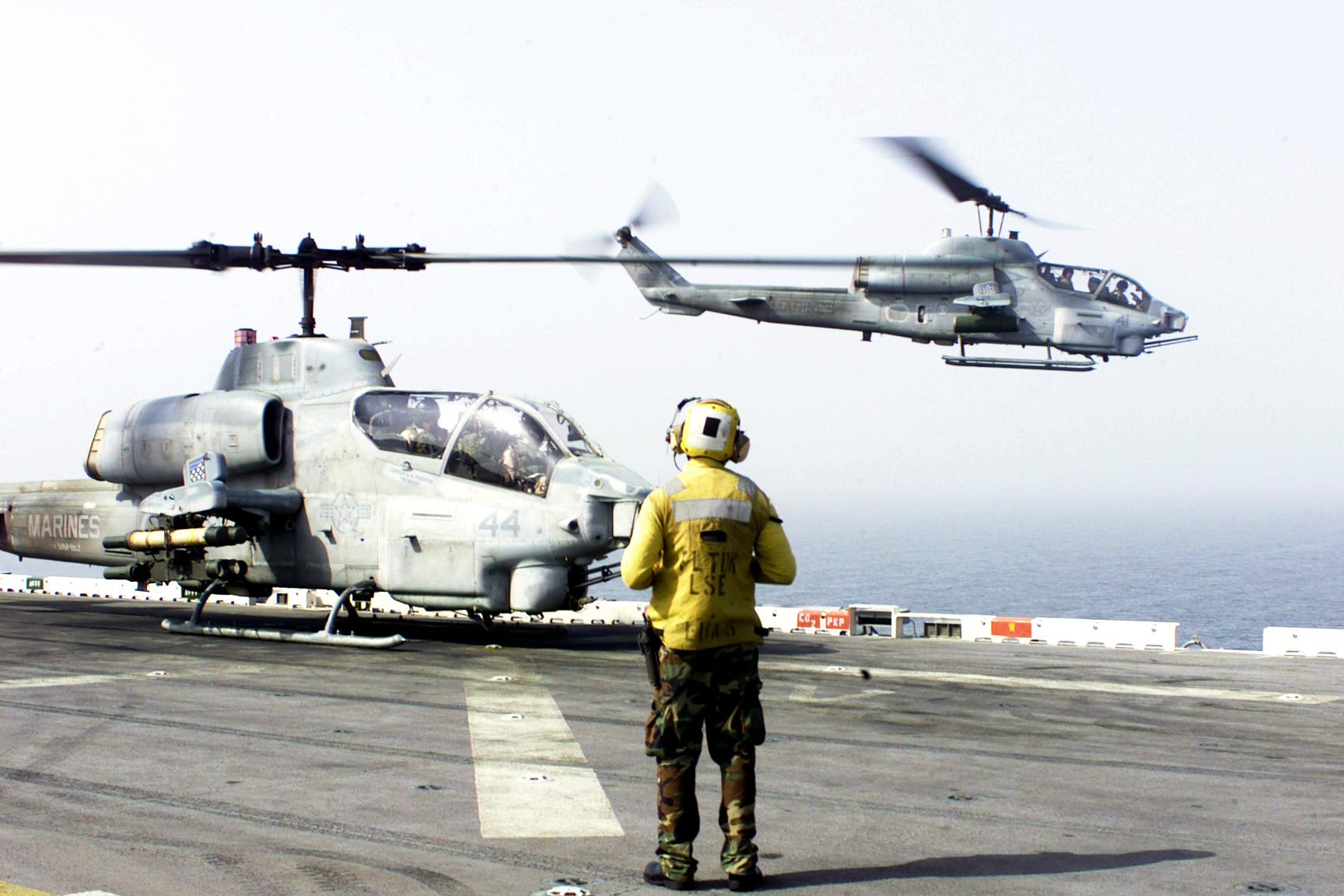
13 octombrie: Pe mare, la bordul navei de asalt amfibie USS Peleliu, elicopterele AH-1W "Super Cobra", decolează de pe puntea de zbor a navelor în drum spre Afghanistan
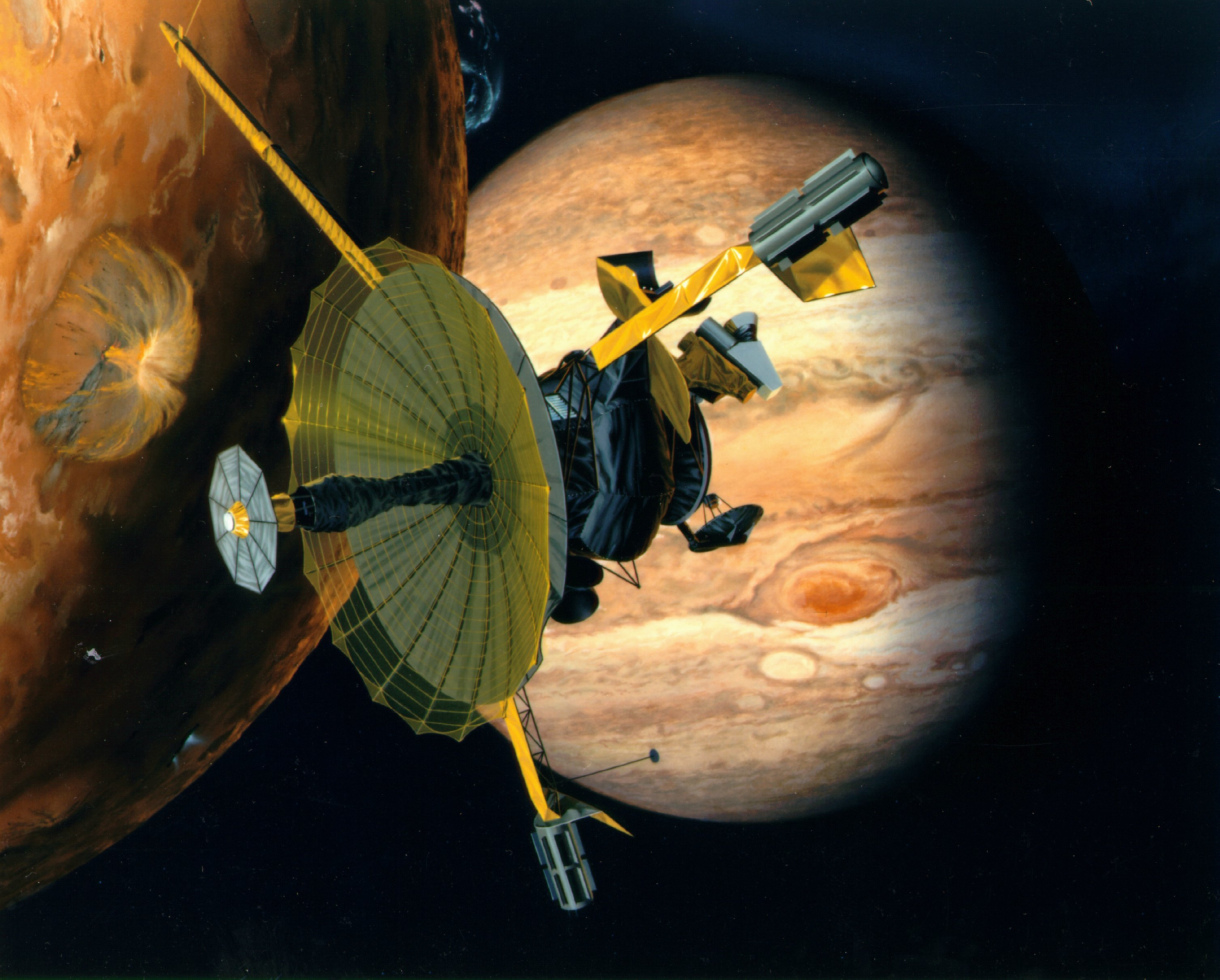
15 octombrie: Sonda Galileo lângă Jupiter
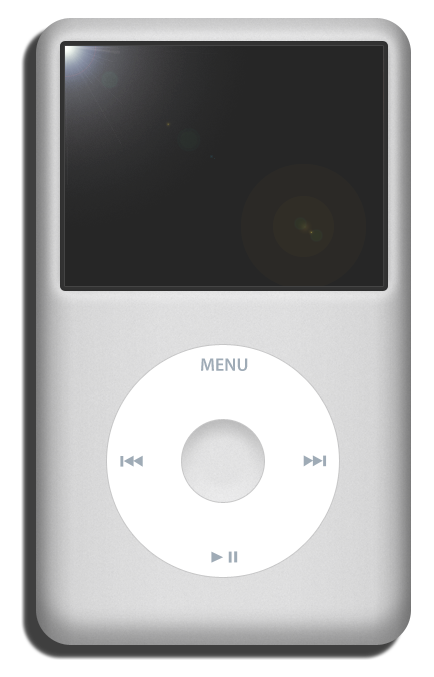
23 octombrie: Lansarea primului IPod
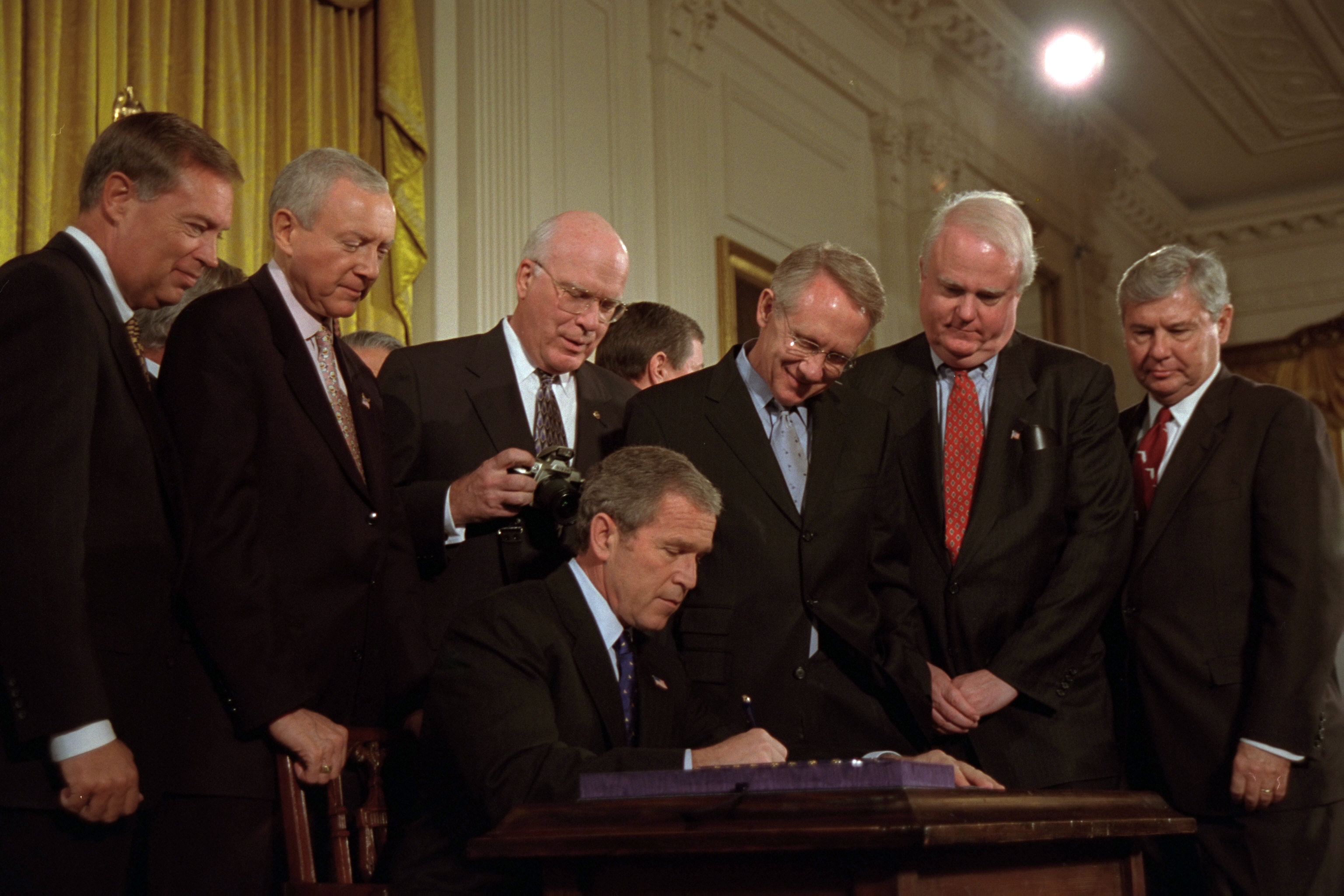
26 octombrie: Președintele american, George W. Bush, semnează legea Patriot Act

## Nașteri
- 1 octombrie: Mason Greenwood (Mason Will John Greenwood), fotbalist englez (atacant)
- 8 octombrie: Percy Hynes White, actor canadian
- 8 octombrie: Bogdan-Daniel Deac, șahist
- 13 octombrie: Caleb McLaughlin, actor american

## Decese
- 3 octombrie: Cecil Poppa, medic hematolog, pionier al rezolvării, în România, a problemelor asociate patologiei hemostazei (n. 1921)
- 9 octombrie: Herbert Ross (Herbert David Ross), 74 ani, actor, coregraf, regizor și producător american (n. 1927)
- 9 octombrie: Károly Simonyi, fizician (n. 1916)
- 19 octombrie: Elena Cosma, pianistă română (n. 1940)
- 22 octombrie: Georgy Vitsin (Gheorgi Mihailovici Vițîn), 84 ani, actor sovietic și rus (n. 1917)
- 24 octombrie: Seishiro Shimatani, fotbalist japonez (n. 1938)
- 28 octombrie: Grigori Ciuhrai, regizor sovietic de film (n. 1921)
- 28 octombrie: Ion Popescu Negreni, pictor roman (n. 1907)